# Bohonal de Ibor (kommunhuvudort)
Bohonal de Ibor är en kommunhuvudort i Spanien.   Den ligger i provinsen Provincia de Cáceres och regionen Extremadura, i den centrala delen av landet, 170 km väster om huvudstaden Madrid. Bohonal de Ibor ligger 355 meter över havet och antalet invånare är 546. Den ligger vid sjön Embalse de Valdecañas.
Terrängen runt Bohonal de Ibor är kuperad söderut, men norrut är den platt. Runt Bohonal de Ibor är det mycket glesbefolkat, med 7 invånare per kvadratkilometer. Närmaste större samhälle är Navalmoral de la Mata, 12,8 km norr om Bohonal de Ibor. Omgivningarna runt Bohonal de Ibor är huvudsakligen savann.